# 고덕동 (평택시)
고덕동(古德洞)은 대한민국 경기도 평택시의 동이다. 2021년 11월 15일에 고덕면의 고덕국제신도시 구역 중 해창리 지원시설용지를 제외한 전역이 고덕동으로 분동, 신설되었다.

## 법정동
- 고덕동